# 觀音禪院
觀音禪院，位於台灣台北市大安區新生南路，為主祀觀世音之佛教廟宇。該廟宇興建於1980年，為公寓式建築廟宇。另外，該廟宇的組織型態為管理人制，祭典日期則是每年農曆之二月十九、六月十九及九月十九。